# Протесты в Сербии (2017)
Протесты в Сербии (2017) — массовые протесты, организованные в Белграде, Нови-Саде, Нише и других городах и населённых пунктах Сербии против избранного президента Александра Вучича. Протесты продолжались с 3 апреля, и тысячи людей ежедневно собирались на улицах городов Сербии. Главные участники — студенты университетов, но с 8 апреля к ним присоединились полицейские, армия, таксисты, юристы, работники почтовых отделений и другие профсоюзы.